# Saint-Aubin-sur-Loire
Saint-Aubin-sur-Loire là một xã ở tỉnh Saône-et-Loire trong vùng Bourgogne-Franche-Comté nước Pháp.

## Thông tin nhân khẩu
Theo điều tra dân số năm 1999, xã này có dân số 323 người.